# Charlotte Wiedemann
Charlotte Wiedemann (* 1954 in Mönchengladbach) ist eine deutsche Journalistin und Sachbuchautorin.

## Leben
Nach dem Abschluss eines Magister-Studiums der Sozialpädagogik, Soziologie und Politikwissenschaft an der Universität Göttingen besuchte Wiedemann die Hamburger Journalistenschule (jetzt Henri-Nannen-Schule). Danach folgte eine Tätigkeit als Lokalredakteurin beim Buxtehuder Tageblatt. Von 1983 bis 1999 war sie politische Korrespondentin und Reporterin in Bonn, Hamburg und Berlin für Stern, Die Woche und die tageszeitung. Von 1999 bis 2003 wohnte sie auf der Insel Penang (Malaysia) und lieferte Reportagen aus ganz Südostasien für deutsche und Schweizer Medien, darunter für Die Zeit, Le Monde diplomatique, Blätter für deutsche und internationale Politik und Neue Zürcher Zeitung. Außerdem schrieb sie über mehrere Jahre Beiträge für die Wochenzeitung der Freitag. In den Jahren 2010, 2016 und 2019 wirkte Wiedemann auch als Reiseleiterin in Iran und Mali.
Von 1993 bis 2018 war sie als Dozentin in der Ausbildung von Journalisten tätig, vor allem an der Evangelischen Journalistenschule in Berlin, aber auch im Rahmen von Lehraufträgen an der Universität Erfurt („Die journalistische Wahrnehmung außereuropäischer Kulturen“) und der TU Dortmund („Berichterstattung über islamische Lebenswelten“).

## Den Schmerz der Anderen begreifen. Holocaust und Weltgedächtnis
Zwei Jahre nach ihrem 2022 erschienenen Werk Den Schmerz der Anderen begreifen. Holocaust und Weltgedächtnis. beschrieb Wiedemann ihre Motivation und Recherchen für dieses Buch. Aufgrund der in Deutschland zur „Staatsraison“ erklärten Solidarität mit Israel und dem vorherrschenden Bezug der Erinnerungskultur auf den Holocaust war es ihre Absicht, auch Traumata und die jeweilige Erinnerung an Völkermorde und Verbrechen gegen die Menschlichkeit in anderen Kulturräumen wie Afrika, Asien oder der arabischen Welt als dort zentral empfundene Ereignisse der Erinnerung zu beschreiben. Durch ihre Erlebnisse als Auslandskorrespondentin und ihre Empathie mit den Menschen dieser Kulturräume begreift sie „Erinnerungskultur als eine ethische Ressource, die zugleich niemandem und allen gehört.“
Weiterhin wirft sie Fragen auf, warum diese schmerzhaften Erlebnisse in der Geschichte eines großen Teils der Menschheit nicht annähernd in der westeuropäischen Kolonialgeschichte und westlichen Erinnerungskultur Berücksichtigung finden. Zu diesen von Wiedemann angeführten Traumata zählen Vertreibung und Verbrechen im Zuge der deutschen, französischen oder niederländischen Kolonialzeit in Namibia, Westafrika, Algerien, Vietnam und Indonesien. Dabei zieht sie Parallelen zwischen sogenannten Strafaktionen der deutschen Waffen-SS in Oradour-sur-Glane im besetzten Frankreich und der Ermordung von Hunderten einheimischer Männer beim Massaker in Rawagede in Java durch niederländische Soldaten. Die Bedeutung von stalinistischen Verbrechen in der Erinnerungskultur osteuropäischer Staaten sowie die Opfer von historischen oder aktuellen kriegerischen Auseinandersetzungen sowie von rechtsextremer Gewalt sind weitere Beispiele, die laut Wiedemann zu einer „inklusiven Erinnerungskultur“ auch im Sinne von Michael Rothbergs „multidirektionaler Erinnerung“ zählen und denen zumindest die Anerkennung als „Schmerz der Anderen“ gebührt. Schließlich bezeichnet die Autorin als Voraussetzung für eine gegenseitige Anerkennung der Gleichwertigkeit aller Menschen, „jedes Leben als gleichermaßen prekär und schutzwürdig zu betrachten.“

### Rezeption
In seiner Rezension zu Den Schmerz der Anderen begreifen. Holocaust und Weltgedächtnis. für das Internetportal Qantara.de beschrieb der Historiker René Wildangel Wiedemanns Beitrag zu aktuellen Debatten in Deutschland über Erinnerungskultur als „nie belehrend oder besserwisserisch“ und „herausragend“. Ihre „lehrreichen Perspektivwechseln und zahllosen Denkanstöße“ aufgrund mehrerer Beispiele von Kolonialverbrechen und Genoziden in Asien, Nahost und Afrika erweiterten den Begriff der Erinnerungskultur. Ihre Verweise auf die jeweiligen Traumata aufgrund schmerzhafter Ereignisse in der Geschichte Deutschlands, aber auch anderer Kulturen, stellten Anstöße dar, um „unsere Sinne und unser Urteilsvermögen [zu] schärfen und unsere Empathiefähigkeit [zu] erweitern.“
Der Publizist Micha Brumlik schrieb in der Frankfurter Rundschau, Wiedemanns Buch könnte aktuelle aggressive Debatten über koloniale Verbrechen und den Holocaust durch ein erweitertes Verständnis ersetzen, „weil Wiedemann nicht nur fragt, welche Opfer uns warum näher sind als andere.“

## Kontroverse
Für den 9. November 2022 kündigten das Goethe-Institut Tel Aviv und die Rosa-Luxemburg-Stiftung in Israel eine Podiumsdiskussion zum Thema die deutsche Erinnerungskultur in Bezug auf den Holocaust und die Nakba an. Anlässlich ihres im Oktober desselben Jahres erschienenen Buchs Den Schmerz der Anderen begreifen. Holocaust und Weltgedächtnis sollte Wiedemann zusammen mit den israelischen Wissenschaftlern Amos Goldberg und Bashir Bashir über Möglichkeiten sprechen, ein empathisches Erinnern zu fördern, „das verschiedenen Seiten gerecht wird und Solidarität statt Opferkonkurrenz fördert.“
Im Vorfeld empfanden viele Israelis die implizite Forderung, sie sollten sich ausgerechnet am Gedenktag der Novemberpogrome mit der Nakba auseinandersetzen, als Anmaßung.  Der israelische Botschafter in Berlin Ron Prosor erhob massive Einwände gegen die Terminwahl sowie die Thematisierung der Nakba an diesem Datum und bezeichnete dies als Verharmlosung des Holocausts. Nach weiteren Protesten durch Gruppen in Deutschland sowie in Israel wurde zunächst der ursprünglich geplante Termin von den Veranstaltern als „sehr unglücklich gewählt“ bezeichnet und auf den 11. November verschoben. Da jedoch massive Störungen befürchtet wurden und „die Sicherheit der Podiumsdiskussion […] vor diesem Hintergrund leider nicht zu gewährleisten“ sei, wurde die Veranstaltung abgesagt und auf einen nicht näher bezeichneten späteren Termin verschoben. Die Diskussion fand dann am 2. Februar 2023 auf Einladung von Susan Neiman, Direktorin des Einstein Forums in Berlin, mit denselben Podiumsteilnehmerinnen und -teilnehmern statt.
Laut einem Bericht in der tageszeitung äußerte sich Wiedemann angesichts der Absage empört: „Niemand hatte vor, die in ihren Dimensionen und Konsequenzen völlig unterschiedlichen Ereignisse Holocaust und Nakba gleichzusetzen.“ „Stattdessen sollte debattiert werden, wie die jeweiligen Traumata von der anderen Seite besser verstanden werden können.“

## Schriften (Auswahl)
- Den Schmerz der Anderen begreifen. Holocaust und Weltgedächtnis. Propyläen, Berlin 2022, ISBN 978-3-549-10049-3.
- Der lange Abschied von der weißen Dominanz. dtv, München 2019, ISBN 978-3-423-28205-5.
- Der neue Iran. Eine Gesellschaft tritt aus dem Schatten. Aktualisierte Taschenbuchausgabe, dtv, München 2019, ISBN 978-3-423-34944-4 (Erstauflage: dtv, München 2017, ISBN 978-3-423-28124-9; Sonderausgabe für die Bundeszentrale für politische Bildung, Bonn 2018, ISBN 978-3-7425-0252-0).
- Vom Versuch, nicht weiß zu schreiben. Oder: wie Journalismus unser Weltbild prägt. 3., aktualisierte und erweiterte Auflage, PapyRossa Verlag, Köln 2018, ISBN 978-3-89438-494-4 (Erstausgabe: PapyRossa Verlag, Köln 2012, ISBN 978-3-89438-494-4).
- Mali oder das Ringen um Würde. Meine Reisen in einem verwundeten Land. Pantheon, München 2014, ISBN 978-3-570-55257-5 (Lizenzausgabe für die Bundeszentrale für Politische Bildung, Bonn 2014, ISBN 978-3-8389-0495-5).
- „Ihr wisst nichts über uns!“ Meine Reisen durch einen unbekannten Islam. Aktualisierte und überarbeitete Ausgabe, Herder. Freiburg/Basel/Wien 2012 ISBN 978-3-451-06455-5 (Erstausgabe: Herder. Freiburg/Basel/Wien 2008, ISBN 978-3-451-03012-3).
- Die Hütte der kleinen Sätze. Politische Reportagen aus Südostasien. Edition Freitag, Berlin 2004, ISBN 978-3-936252-04-0.

## Auszeichnungen
- 1996: Emma-Journalistinnenpreis
- 2007: Journalistenpreis Weltbevölkerung[11]
- 2008: Medienpreis Entwicklungspolitik (Hauptpreis Kategorie Print)[12]
- 2013: Anerkennungspreis der Bayreuth International Graduate School of African Studies
- 2017: Spezialpreis der Otto-Brenner-Stiftung[13]